# فيكتور بونيلا
فيكتور مانويل بونيلا هينستروزا (بالإسبانية: Víctor Manuel Bonilla Hinestroza)‏ (مواليد 23 يناير 1971 في توماكو) هو مهاجم كولومبي معتزل كان يعرف باسم فيك الكبير.
تشمل مسيرته الواسعة اللعب لصالح ديبورتيفو كالي وأمريكا دي كالي وديبورتيس توليما وأتليتيكو هويلا وكورتولوا وديبورتيس كوينديو في كولومبيا وريال سوسيداد وسالامانكا في إسبانيا وتولوز ونانت ومونبلييه في فرنسا ودورادوس دي سينالوا في المكسيك وبرشلونة جواياكويل في الإكوادور والريان في قطر.

## وصلات خارجية
- فيكتور بونيلا على موقع الاتحاد الدولي (مؤرشف)  (الإنجليزية)
- فيكتور بونيلا على موقع رابطة كرة القدم الفرنسية للمحترفين (الإنجليزية)
- فيكتور بونيلا على موقع قاعدة بيانات كرة القدم.إي يو (الإنجليزية)
- فيكتور بونيلا على موقع ناشيونال فوتبول تيمز (الإنجليزية)
- إحصائيات الدوري الإسباني
- فيكتور بونيلا، المضطرب
- فيكتور بونيلا يأمل في اعتزاله في ديسمبر 2010 ليصبح مدرب كرة قدم